# Hélia Correia
Hélia Correia (* Februar 1949 in Lissabon) ist eine portugiesische Schriftstellerin. Sie wird im Lissaboner Verlag Relogio d'Agua verlegt.

## Leben
Sie wurde im Februar 1949 in Lissabon geboren. Ihr Vater war im Widerstand gegen die Salazar-Diktatur und kam in Haft, als sie noch ein kleines Mädchen war. Sie zog daher mit ihrer Mutter in deren Heimatstadt Mafra, wo sie aufwuchs.
Später besuchte sie die weiterführende Schule in Lissabon, wo sie an der Universität Lissabon danach Philologie (Romanistik) studierte. Nach dem Abschluss absolvierte sie ein Postgraduales Studium in klassischem Theater und wurde dann Portugiesischlehrerin der Sekundarstufe.
Ihre literarische Tätigkeit wurde einer breiten Öffentlichkeit erstmals 1981 mit der Veröffentlichung des Romans O Separar das Águas bekannt. Trotz ihrer Liebe zur Lyrik und zum Theater, insbesondere dem klassischen, blieb sie vor allem für ihre Romane bekannt. Sie wirkt als Übersetzerin und Autorin von Theaterstücken und veröffentlicht Lyrik und Kinder- und Jugendliteratur. Ihren ersten größeren Literaturpreis erhielt sie 2001, mit dem Preis des portugiesischen PEN-Clubs für ihren Roman Lillias Fraser. Es folgten weitere Auszeichnungen für Romane und Theaterstücke.
2015 erhielt sie mit dem Prémio Camões den wichtigsten Literaturpreis der portugiesischsprachigen Welt. Die vielköpfige Jury, u. a. mit Mia Couto, erkannte Correia die Auszeichnung einstimmig zu, nachdem sie bereits 2013 in der engeren Auswahl stand.
Hélia Correia lebt eher zurückgezogen in Lissabon, als hauptberufliche Schriftstellerin.

## Veröffentlichungen

### Prosa
- 1981 – O Separar das Águas
- 1982 – O Número dos Vivos
- 1983 – Montedemo
- 1985 – Villa Celeste
- 1987 – Soma
- 1988 – A Fenda Erótica
- 1991 – A Casa Eterna
- 1996 – Insânia
- 2001 – Lillias Fraser
- 2001 – Antartida de mil folhas
- 2002 – Apodera-te de mim
- 2005 – Bastardia
- 2008 – Contos
- 2010 – Adoecer
- 2014 – Vinte degraus e outros contos (Kurzgeschichten/Märchen).
  - Deutsche Übersetzung: Zwanzig Stufen und andere Erzählungen. Übers.: Dania Schüürmann. Leipziger Literaturverlag 2018.
- 2018 — Um bailarino na batalha
  - Deutsche Übersetzung: Tänzer im Taumel. Übers.: Dania Schüürmann. Leipziger Literaturverlag 2021

### Lyrik
- 1986 – A Pequena Morte / Esse Eterno Canto
- 2012 – A Terceira Miséria
  - Deutsche Übersetzung: Das dritte Elend. Übers.: Michael Kegler. Leipziger Literaturverlag 2021
- 2020 — Acidentes

### Drama
- 1991 – Perdição, Exercício sobre Antígona
- 1991 – Florbela
- 2000 – O Rancor, Exercício sobre Helena
- 2005 – O Segredo de Chantel
- 2007 – Desmesura
- 2008 – A Ilha Encantada (Bearbeitung von Shakespears´ „Der Sturm“ für das Jugendtheater)
- 2013 – A Teia

### Kinder- und Jugendliteratur
- 1988 – A Luz de Newton (sieben Geschichten über Farben)
- 2004 – Mopsos - O Pequeno Grego: O Ouro de Delfos (mit Illustrationen von Henrique Cayatte)
- 2008 – Mopsos - O Pequeno Grego: A Coroa de Olímpia (mit Illustrationen von Henrique Cayatte)
- 2011 – A Chegada de Twainy (mit Illustrationen von Rachel Caiano)

## Auszeichnungen
- 2001: Preis des portugiesischen PEN-Clubs für Lillias Fraser
- 2006: Literaturpreis Prémio Máxima de Literatura für Bastardia
- 2011: Literaturpreis der Stiftung Inês de Castro (Prémio Literário Fundação Inês de Castro) für Adoecer
- 2012: iberischer Literaturpreis der Stadtverwaltung Póvoa de Varzim und des Casino da Póvoa (Prémio Correntes d'Escritas) für die Gedichtssammlung A Terceira Miséria
- 2013: Theaterpreis der SPA-Gesellschaft (Grande Prémio de Teatro Português SPA | Teatro Aberto 2013) für A Teia
- 2013: Literaturpreis Vergílio Ferreira (Prémio Vergílio Ferreira) der Universität Évora für ihr Gesamtwerk
- 2015: Literaturpreis Camilo Castelo Branco (Grande Prémio Camilo Castelo Branco) für die Kurzgeschichtensammlung 20 Degraus e outros contos
- 2015: Prémio Camões (wichtigster Literaturpreis der portugiesischsprachigen Welt)

## Dokumentation
- Portugal lesen!, ZDF, 2021[5]